# Konrad Hornejus

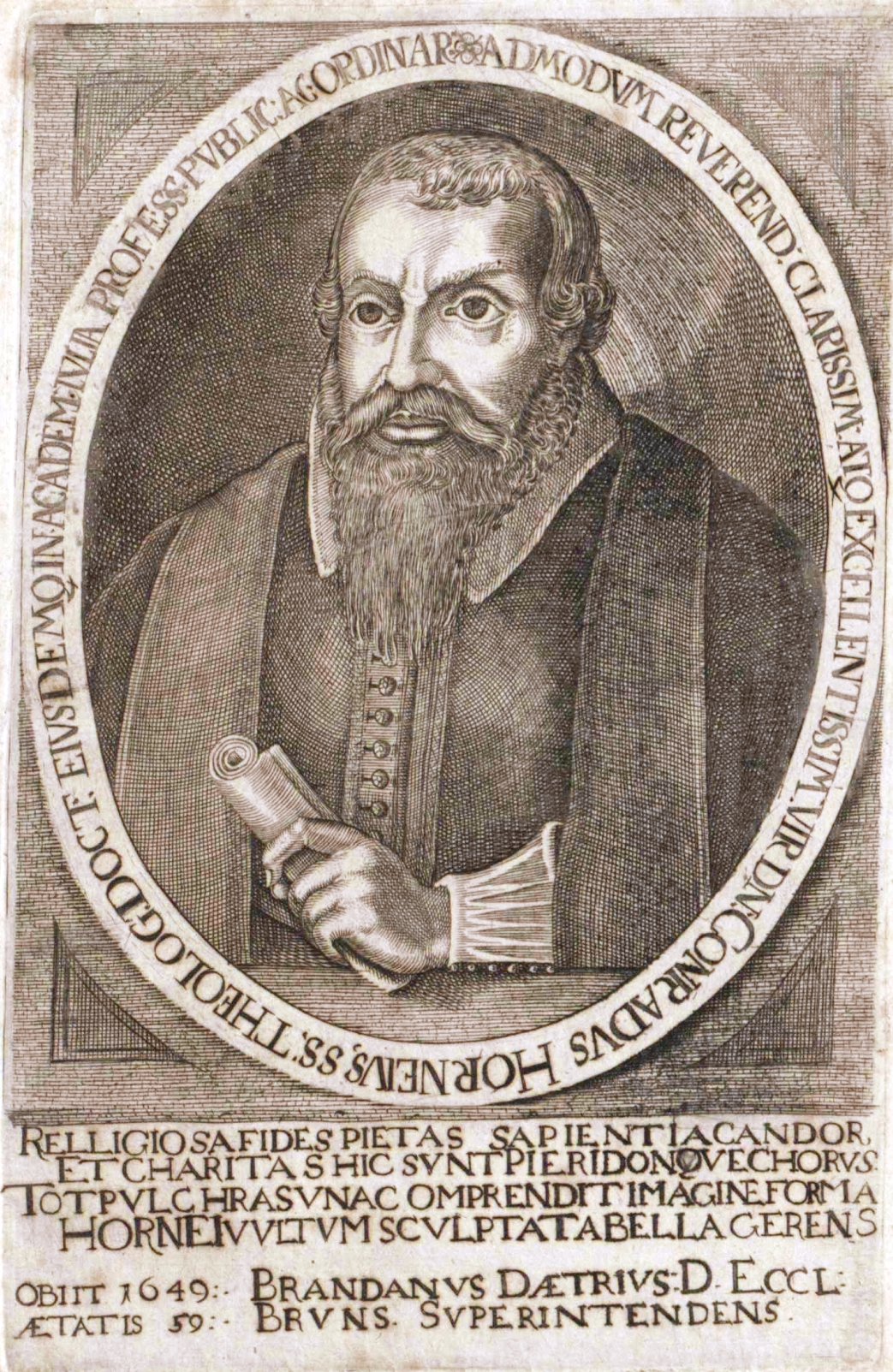
Konrad Hornejus

Konrad Hornejus (auch: Horney, Horneius, Horne, Horn; * 25. November 1590 in Braunschweig; † 26. September 1649 in Helmstedt) war ein deutscher evangelischer Theologe.

## Leben
Geboren als Sohn des Pfarrers in Watenbüttel und Ölper Johannes Hornejus († 1605) und dessen Frau Sophia († 1597), der Tochter des Braunschweiger Bürgers Georg Nielander, wurde er anfänglich vom Vater unterrichtet. Ab 1601 besuchte er das Katharineum in Braunschweig, wo er eine ausgezeichnete Schulbildung genoss. Seine Fähig- und Fertigkeiten, Lateinisch und Griechisch in Prosa und in Versen zu schreiben, brachte ihm den Respekt von Jan Gruter und anderen ein.
1608 begann er ein Studium der philosophischen Wissenschaften an der Universität Helmstedt, wobei er seine Unterkunft bei Johannes Caselius fand. Bald hatte Hornejus Caselius so weit beeindruckt, dass er dessen Lieblingsschüler wurde und dessen reichhaltige Bibliothek nach Belieben nutzen konnte. Nachdem er auch Vorlesungen von Kornelius Martini, Nikolaus Gran und anderen besucht hatte, erwarb er 1612 den akademischen Grad eines Magisters der Philosophie. Im Anschluss hielt er Privatvorlesungen an der Helmstedter Hochschule. 1619 wurde er dort – gegen den Widerstand von Basilius Sattler – zum Professor der Ethik und nach dem Tod von Martini 1622 zusätzlich zum Professor der Logik ernannt.
Während seiner Zeit an der philosophischen Fakultät hatte er sich besonders mit der Abfassung von Lehrbüchern zur Logik hervorgetan, die bis 1666 in mehreren Auflagen erschienen. Nach langen Lehrjahren philologischer und philosophischer Studien war er zur Theologie übergegangen, hatte 1622 das Lizentiat der Theologie erworben, wurde 1628 zweiter Professor der theologischen Fakultät der Helmstedter Hochschule und promovierte 1636 zum Doktor der Theologie. An der Seite von Georg Calixt wurde er in den Synkretistischen Streit hineingezogen, wobei ihm die Vertreter der Lutherischen Orthodoxie die Tendenz zum Kryptokatholizismus offenlegten.

## Familie
Aus seiner im September 1622 geschlossenen Ehe mit Anna Katharina Reiche (* 17. Februar 1601 in Braunschweig; † 10. März 1649 in Helmstedt), der Tochter des Kanonikers und Seniors des Stiftes St. Blasi in Braunschweig Johann Theodor (Dietrich) Reiche († 1617) und dessen Frau Anna Deich (auch Dieck, Dikia; † 1617), nämlich des Sohnes des Dr. jur., fürstlich braunschweigisch-lüneburgischen Rates und Dechanten des Stiftes St. Blasi in Braunschweig Bartholdus Reiche und der Tochter des Bürgermeisters in Einbeck Justus Deich (auch: Dikius), sind vier Töchter und sechs Söhne hervorgegangen. Von diesen kennt man:
- Anna Magdalena Hornejus († vor Mutter)
- Catharina Heidwiga Hornejus († vor Mutter)
- Conradus Hornejus († 7. August 1630)
- Christopherus Hornejus († vor Mutter)
- Johannes Hornejus[2]
- Friedrich Ulrich Hornejus († Februar 1651 in Helmstedt) wurde Mag. phil.
- Heinrich Hornejus († 12. Januar 1669 in Helmstedt)
- Barthold Hornejus[3]
- Sophia Elisabeth Hornejus
- Anna Katharina Hornejus[4]

## Werke
- Disputationes Ethicae Decem, ex Nicomachicis Aristotelis depromptae, Quibus omnia, quae apud Philosophum fuse pertractantur, breviter comprehensa sunt, ea tamen perspicuitate, ut etiam vice commentarii in locis obscurioribus esse possint. Zuerst  1618, bis 1666 sieben Auflagen. Bauhoffer, Jena 1666. (Digitalisat)
- Compendium Naturalis Philosophiae, quo Explicantur disputationibus XIII. non tantum quae vulgo ex Aristot. eiusque interpp. tradi hic solent, sed praeterea doctrina de lapidibus, metallis, & mediis mineralibus, deque plantarum caussis & adfectionibus. Humm, Frankfurt am Main 1618. (Digitalisat der Ausg. 1650)
- Institutionum Logicarum Libri V., quibus Praecipuae Quaestiones Et Controversiae, Quae in universa arte Dialectica tractari solent, ex optimis auctoribus tam veteribus quam recentibus diligenter & plene explicantur. 1621. (Digitalisat der Ausg. Ammon, Frankfurt am Main 1664)
- Disquisitiones metaphysicae s. de prima philosophia, 1622.
- Compendium Dialectices, succinctum & perbreve. In adolescentiae usum, quae his studiis primum imbuitur Olim concinnatum, Post ab Autore ita auctum, ut etiam adultioribus inservire poßit. Hamm, Helmstedt 1623, 12. Aufl. bis 1666. (Digitalisat der Ausg. von 1700)
- De Processu disputandi liber. Kempfer, Frankfurt am Main 1624. (Digitalisat)
- Disputationes theologicae, 1643.